# 小林桂
小林 桂（こばやし けい、1979年5月9日 - ）は日本の男性ジャズ・ボーカリスト。東京都出身。

## 来歴
祖父は村上一徳（ジャズ・スティールギター奏者）、父は小林洋（ジャズピアニスト・アレンジャー）、母は村上京子（ジャズ・ボーカリスト）という家系の次男として生まれ、幼少期よりジャズに親しむ環境に育つ。
3歳の時に遊園地で観たミュージカルがきっかけで、デューク・エリントンの音楽をテーマにした舞台映像を観て夢中になり、5歳にして将来音楽の舞台に立つ事を宣言したと言われている。
5歳からクラシック・バレエの舞台経験を数々したのち、12歳でミュージカルに主演するなど、ジャズ以外のダンスの世界でも話題に。その後15歳の時には、ジャズ・ボーカリスト、ジャズドラマーとして都内のライブハウスで活動し、ジャズプレイヤーの間で注目を浴びるようになっていた。
16歳の時に、阪神・淡路大震災チャリティー・コンサートで、ハービー・ハンコックら世界の一流アーティストとの競演を果たす。17歳に、初のミニアルバム『K列車で行こう〜17歳のジャズ』（ユニコム）発売。
その後、18歳にフルアルバム『18/P.S. I LOVE YOU』（ネクストレコード）を発売。19歳でフルアルバム『My romance』を録音（後の2004年にEMI Music Japanより発売）。20歳でメジャーデビュー・アルバム『ソー・ナイス』（東芝EMI）を発売。このアルバム発売後、「天才ジャズヴォーカリスト・小林桂」の名で全国的に知られるようになり、ジャズ・ボーカル・ブームをメディア間に巻き起こす。
以後、25歳までに11枚のフルアルバム、1枚のマキシシングル、さらにニューヨーク・ブルーノートでのライブDVD、東京・オーチャードホールでのライブDVDなどを発表する。
2010年、ポニーキャニオンに移籍。ポニーキャニオンにて自己のレーベル「twinKle note」を立ち上げ、更に多くのリリースを重ねる。
2016年にはリクエストの多い名曲を集めたアルバム「ザ・スタンダード」、2017年には「ザ・スタンダードII」をリリース、通算20枚目のアルバムとなる。
2018年、「音楽生活25周年記念ツアー」を小林桂クインテットにて実施。
現在は自身と同世代のバンドメンバーから成るユニットでの活動を中心に全国的に演奏活動を展開中。
ジャズスタンダードの伝道師として、原曲の美しさを活かす曲解釈、またスキャットでミュージシャンと対等にインプロヴァイズして行くヴォーカル・スタイルは幅広いリスナー、ミュージシャンから支持され続けている。

## 賞歴
- 2000年：日本ジャズヴォーカル賞 大賞（ジャズワールド主催）
- 2001年：ジャズ・ディスク大賞 ニュー・スター賞（スイングジャーナル主催）
- 2002年：日本ゴールドディスク大賞 ジャズ・アルバム・オブ・ザ・イヤー
- 2003年：第57回文化庁芸術祭レコード部門 優秀賞（『ソフトリー』）
- 2003年：ジャズ・ディスク大賞 ヴォーカル賞（スイングジャーナル主催）
- 2004年：ジャズ・ディスク大賞 ヴォーカル賞（スイングジャーナル主催）※2年連続

## その他
- 2001年にアニメ映画『メトロポリス』でケンイチ役を演じた[1]。